# حقوق الشباب

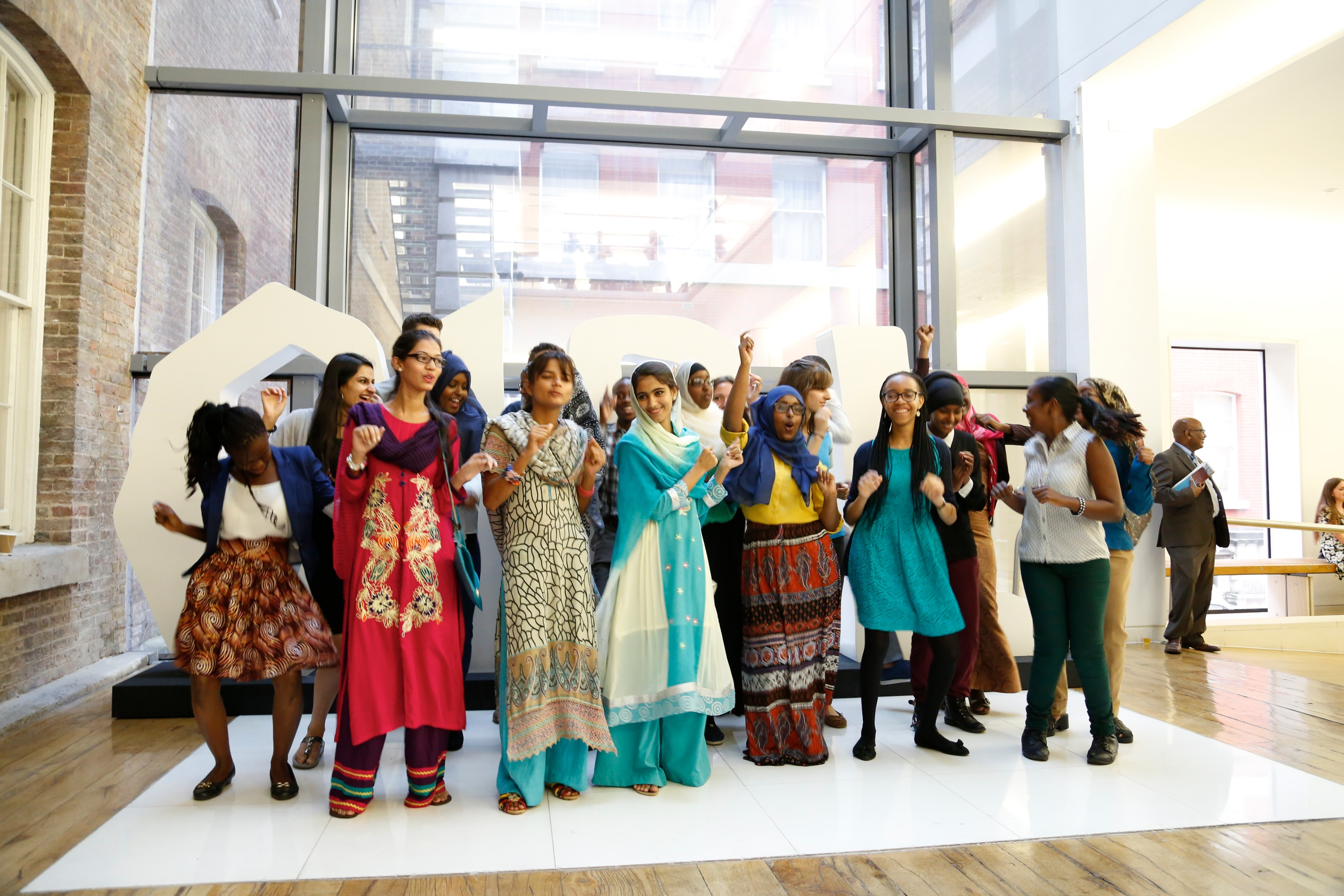
تشير حقوق الشباب (بالإنجليزية: Youth rights) إلى فلسفات تهدف إلى تحسين وضع الحقوق المدنية للشباب. إنها بمثابة رد فعل على الظلم المحيق بالشباب، والحد من رهاب الشباب، وازدراء الشباب، والتمييز العمري، ومناهضة ذلك بأشكال متعددة.

تشير حقوق الشباب (بالإنجليزية: Youth rights)‏ إلى فلسفات تهدف إلى تحسين وضع الحقوق المدنية للشباب. إنها بمثابة رد فعل على الظلم المحيق بالشباب، والحد من رهاب الشباب، وازدراء الشباب، والتمييز العمري، ومناهضة ذلك بأشكال متعددة.
تسعى حركة حقوق الشباب إلى منح الحقوق المحجوزة للبالغين إلى الشباب، بسبب وصولهم إلى عمر أو نضج معين. هذه الحركة مشابهة لفكرة حقوق الأطفال، ولكن تختلف حركة حقوق الشباب عن حركة حقوق الأطفال في ان حركة حقوق الأطفال تركز على رفاهية وحماية الأطفال من خلال أفعال وقرارات البالغون، في حين تسعى حركة حقوق الشباب إلى منح الشباب الحرية في إتخاذ قراراتهم بنفس الطريقة التي يقوم بها البالغون، أو إلى خفض الحد الأدنى للعمر القانوني الذي يمنح هذه الحقوق، مثل عمر البلوغ وعمر التصويت.
ازدادت حقوق الشباب في القرن الماضي في العديد من الدول. تسعى حركات حقوق الشباب إلى زيادة حقوق الشباب، وتؤيد بعضها الإنصاف العالمي.
حقوق الشباب هي جانب واحد حول كيفية التعامل مع الشباب في المجتمع. تتضمن الجوانب الأخرى كيفية معاملة الشباب من قبل البالغون، ومقدار انفتاح المجتمع لمشاركة الشباب.

## تاريخيًا
ظهرت الحركة لأول مرة كحركة مستقلة في ثلاثينات القرن العشرون، ارتبطت حقوق الشاب بالحقوق المدنية والمساواة ما بين الأجيال. تعود جذورها إلى الناشطون الشباب خلال فترة الكساد الكبير، أثرت حركة حقوق الشباب على حركات الحقوق المدنية، الحركة المعارضة لحرب فيتنام، وحركات عديدة أخرى. وبعد ظهور حركة حقوق الشباب على الإنترنت تمكنت من اكتساب هيمنتها من جديد.

## التخطيئية والفروقات الفردية
تؤيد بعض حركات حقوق الشباب استخدام حجة التخطيئية ضد المعتقد القائل بان الآخرون قادرون على معرفة ما هو جيد أو سيء للفرد، وتنتقد حركة حقوق الأطفال افتراضها ان المشرعون، الآباء، السلطات وما إلى ذلك يعلمون ما هو جيد لمصلحة الطفل. يقول هؤلاء المفكرون ان القدرة على تصحيح ما يعتقده الآخرون حول رفاهية الفرد بصورة خاطئة تشكل عتبة ذهنية غير تعسفية يمكن للفرد ان يتحدث بها عن نفسه بشكل مستقل عن الافتراضات الخارجية، الذي يقابل الحد الأدنى من عمر التشريع. ينتقدون كذلك التفويض المطلق للتعاريف التعسفية للنضج في قوانين حقوق الأطفال.
غالبًا ما يدعم وجهات النظر هذه الأشخاص المؤمنون بالتطور العقلي التدريجي والذي يستخدم كحجة لضرورة التعاريف التعسفية مثل سن البلوغ الذي يعتبروه أمر جائر (حيث انه قمعهم الآن أو سابقًا، بالاعتماد على العمر والقوانين). يميل هؤلاء المفكرون إلى الاعتقاد بان الأفراد المختلفون يصلون إلى العمر الحرج هذا في وقت مختلف إلى حد ما مع ما لا يزيد عن واحد في 356، أي فرصة تزامنه مع عيد الميلاد، وان الفرق الواضح في المعاملة موجود بين الأفراد بين الولايات القضائية. بصورة عامة، ان أهمية الحكم على الأفراد بناءًا على تصرفاتهم بدلًا من تاريخ الميلاد من قبل دعاة هذا الإدعاء.

## حقوق الشباب
تغطي حقوق الأطفال جميع الحقوق المنتمية إلى الأطفال، وعندما تزداد أعمارهم يتم إعطاءهم حقوق جديدة (مثل التصويت، القبول، القيادة، الخ). هنالك حدود عمرية مختلفة لا يكون فيها الشباب أحرارًا أو مستقلين أو مؤهلين قانونيًا بما يكفي لإتخاذ قرارات معينة. بعض الحقوق والمسؤوليات التي تأتي مع تقدم العمر هي:
- سن الاقتراع
- سن الترشيح
- سن البلوغ
- سن المسؤولية الجنائية
- السن القانوني لاستهلاك الخمر
- سن القيادة
- سن العمل القانوني
- الحق في العمل
- حقوق الطلاب في الدراسة
- حق اقتراع الشباب

بعدما يصل الشباب إلى هذه الحدود سيحق لهم التصويت، القيام بعلاقات جنسية، شراء وتناول الكحول أو قيادة السيارات.

## الحركة
حركة حقوق الشباب، والتي تعرف أيضًا بتحرير الشباب، هي حركة ناشئة هدفها محاربة التمييز على أساس العمر والحقوق المدنية للشباب - هؤلاء الذين "تحت سن البلوغ"، والذي يكون 18 في أغلب الدول. يبدو انها محاولة لمحاربة رهاب الأطفال ورهاب المراهقين في المجتمع عن طريق تعزيز صوت الشباب، تقوية الشباب وفي النهاية، العدالة الدولية عن طريق التعاون ما بين البالغون والشباب. يميز مؤيدوا حركة حقوق الشباب أنفسهم عن حركة حقوق الأطفال، التي يقولون انها غالبًا ما تكون مقيدة للأطفال والشباب، والتي يتهمونها بالأبوية، رهاب الأطفال، والكراهية. يشيرون إلى الفروقات الموجودة بين حركة حرية الشباب في السبعينات وحقوق الأطفال كتلك الموجودة في Children's Defense Fund.